# Lechriodus platyceps
Lechriodus platyceps (tên tiếng Anh: Arfak Cannibal Frog) là một loài ếch thuộc họ Myobatrachidae.
Đây là loài đặc hữu của Tây Papua, Indonesia.
Môi trường sống tự nhiên của chúng là vùng núi ẩm nhiệt đới hoặc cận nhiệt đới, đầm nước ngọt, và đầm nước ngọt có nước theo mùa.